# (3269) Vibert-Douglas
(3269) Vibert-Douglas es un asteroide perteneciente al cinturón de asteroides, descubierto el 6 de marzo de 1981 por Schelte John Bus desde el Observatorio de Siding Spring, Nueva Gales del Sur, Australia.

## Designación y nombre
Designado provisionalmente como 1981 EX16. Fue nombrado Vibert-Douglas en honor a la astrofísica canadiense Alice Vibert Douglas.